# Římskokatolická farnost Nezamyslice na Hané
Římskokatolická farnost Nezamyslice na Hané je územní společenství římských katolíků v Nezamyslicích a okolí. Organizačně spadá do děkanátu Prostějov.

## Historie
Nezamyslická fara je poprvé písemně doložena v Moravských zemských deskách olomouckých roku 1353 a 1377. Roku 1383 koupil Nezamyslice olomoucký biskup Petr III. od dosavadního majitele Ctibora z Cimburka. Biskup v listině z 22. února 1385 stanovil, aby byla fara přidána k majetku augustiniánů v Lanškrouně a aby na ni byl dosazován řádový kněz. Patronátní právo podstoupil proboštu. Prvním řádovým knězem v Nezamyslicích se stal roku 1403 Matěj. Brzy však byl násilně vypuzen dosavadním farářem Michkem z Čechovic. Po biskupově zásahu musel Michek z Čechovic opustit faru, sebral přitom kalichy, monstranci a 400 zlatých. Roku 1411 byl za to potrestán Svatým stolcem. V té době do farnosti patřily Nezamyslice, Mořice (ačkoliv v nich existovala jiná fara), Těšetice, Víceměřice a Dřevnovice. Z doby husitských válek se nedochovaly žádné zprávy. Historikové však počítají s tím, že drancování a násilnosti se nevyhnuly ani nezamyslické farnosti. Posloupnost augustiniánských farářů přerušil roku 1560 kněz Blažej. Neposlouchal své představené a byl z úřadu odvolán. Místo něj přišel světský kněz Jiřík, po něm bratr Goldenmund. Klášter se tehdy ocitl ve finanční krizi a neplatil faráři Goldenmundovi smluvenou mzdu, věřící z Víceměřic a Dřevnovic mu také odmítli zaplatit desátky. Goldenmund se marně dovolával spravedlnosti. Snad kvůli tomu není od roku 1581 žádná zmínka o nezamyslické faře. Pravděpodobně byla bez duchovního správce. Teprve v roce 1619 je připomínán kněz Jiří Brenner. Za něj byly přifařeny Vrchoslavice. Během nedostatku kněží do roku 1670 farář odešel a spravoval Nezamyslice z Tištína. V roce 1662 vypukl v Nezamyslicích velký požár, kterému podlehla střecha kostela a fara. K výstavbě nové fary a rozšíření kostela došlo roku 1697 za faráře Josefa Lichnovského z Příbora. Roku 1701 dostal kostel nynější podobu. Přestavba fary byla dokončena roku 1788. Do roku 1810 se pohřbívalo okolo farního kostela, než byl založen nový hřbitov Na Nivkách. Mořice měly vlastní hřbitov s kaplí již před rokem 1696. Víceměřický hřbitov vznikl až ve 20. letech 20. století zásluhou církve československé husitské.
Na území nezamyslické farnosti se nachází množství drobných sakrálních staveb. V každé obci se nachází kaple, kde bývá alespoň jednou měsíčně soužena mše svatá

## Novodobí faráři
- František Kvapil, 1932–1942
- Karel Dolanský, (1906-1982), vysvěcen 1928, ve funkci 1942–1974, Zasloužil se o postupné zavedení závěrů II. Vatikánského koncilu v Římě jak ve farnosti, tak v prostějovském děkanátu, kde byl v letech 1969-1975 místo děkanem.
- Josef Honka, 1974–1993
- František Foltýn, 1993–2003
- Miroslav Hřib, 2003–2015
- Marek Jarosz, 2015–2017
- Marek František Glac, od 2017[2] (nejvíce jako administrátor, od července 2018 jako farář).

## Bohoslužby
| Kostel          | Místo       | Bohoslužba (den)       | Hodina                              | Poznámka     |
| --------------- | ----------- | ---------------------- | ----------------------------------- | ------------ |
| svatého Václava | Nezamyslice | neděle pondělí čtvrtek | 9.30 8.00 17.00 (zima)/18.00 (léto) | Farní kostel |

Ve farnosti se každoročně pořádá tříkrálová sbírka. V roce 2018 dosáhl její výtěžek v Nezamyslicích přibližně 33 tisíc korun. 